# Probainognathus jenseni
Probainognathus jenseni è un tetrapode estinto, appartenente ai terapsidi. Visse nel Triassico medio (Anisico - Ladinico, circa 244 - 238 milioni di anni fa) e i suoi resti fossili sono stati ritrovati in Sudamerica.

## Descrizione
Questo animale era di dimensioni molto piccole, e il cranio non superava i 3 centimetri di lunghezza. In totale, Probainognathus non doveva superare di molto i 10 centimetri di lunghezza. Il cranio possedeva un'incipiente articolazione delle fauci tra squamoso e dentale. 
Uno studio di un calco interno del cranio di Probainognathus ha indicato che questo animale possedeva bulbi olfattivi ben sviluppati, lunghi emisferi cerebrali, colliculi anteriori piccoli e cerebellum e flocculi di dimensioni rilevanti. La ghiandola pineale potrebbe essere stata situata tra le barre emisferiche caudali. Non era presente alcun forame parietale. La superficie dorsale degli emisferi cerebrali mostrava una pendenza al livello del margine anteriore della quarta parte caudale, che è stata interpretata come il limite posteriore della placca neocorticale. A livello dei peduncoli olfattivi era presente un vaso sanguigno di grosse dimensioni; una delle sue diramazioni conduceva alla parte anteriore del margine laterale dell'emisfero. È stata avanzata l'ipotesi che quest'ultimo vaso sanguigno indicasse il limite di una "paleo - neocorteccia" (Quiroga, 1980).
Probainognathus è noto grazie a una trentina di esemplari. Due crani, tra i quali l'olotipo, vennero rubati dall'Università di La Rioja (Argentina) nel Febbraio del 1994, insieme a due olotipi di specie di Probelesodon (P. lewisi e P. minor).

## Classificazione
Probainognathus venne descritto per la prima volta nel 1970 da Alfred Sherwood Romer, sulla base di resti fossili ritrovati nella formazione Chañares dell'Argentina. Altri fossili attribuiti con qualche dubbio a Probainognathus sono stati scoperti in Brasile (Abdala e Ribeiro, 2010).

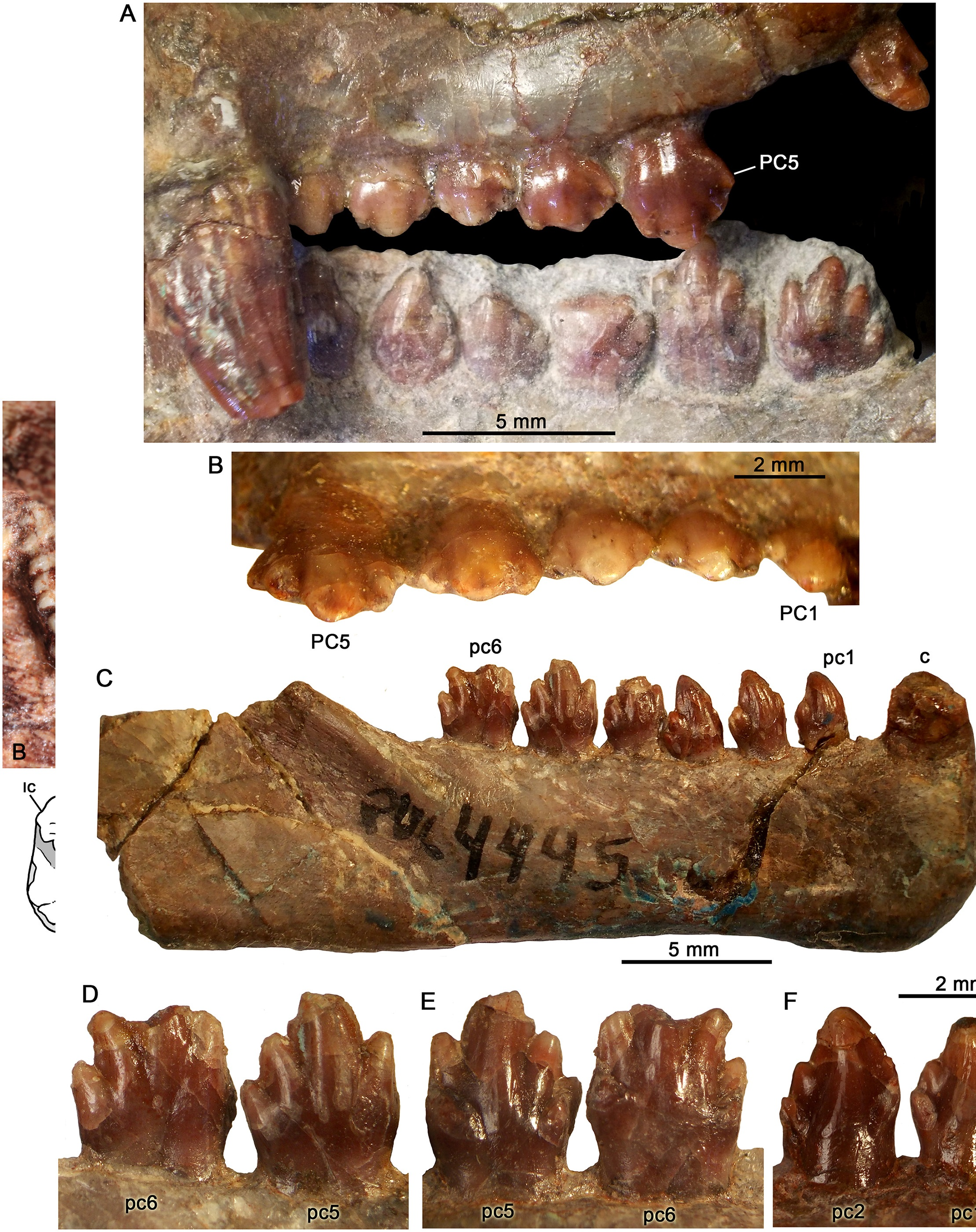
Particolare della dentatura di Probainognathus

Questo animale è molto importante per le ricerche paleontologiche riguardanti l'origine dei mammiferi: Probainognathus, infatti, possedeva numerose caratteristiche anatomiche (tra le quali la peculiare articolazione della mascella, che preannunciava quella dei mammiferi). Dallo studio dei fossili di Probainognathus e i suoi stretti parenti (come Probelesodon) i paleontologi hanno scoperto numerosi notevoli dettagli riguardo a come uniche strutture di fauci, denti, orecchio medio e cervello si svilupparono nei primi mammiferi. 
Probainognathus (il cui nome significa "mascella progressiva") è un membro derivato dei cinodonti, un gruppo di terapsidi che, in senso cladistico, comprende anche i mammiferi e i loro più stretti parenti estinti. Probainognathus è molto vicino alla famiglia dei Chiniquodontidae, o forse ne era un membro. Alcuni denti molto simili a quelli di Probainognathus, rinvenuti in Europa, sono stati descritti sotto il nome di Lepagia.

## Paleobiologia
L'analisi dell'endocranio di Probainognathus ha indotto gli studiosi a ritenere che la neocorteccia di questo animale (e probabilmente di altri cinodonti triassici) mostrava supplementari rappresentazioni sensorie e motorie, visuali e olfattive. Questo stadio iniziale di neocorteccia indica che i mammiferi primitivi come Triconodon e Ptilodus possedevano anch'essi una neocorteccia, probabilmente più sviluppata. Lo studio dell'endocranio di Probainognathus ha inoltre portato all'ipotesi che molti cinodonti evoluti del Triassico possedessero un avanzato grado di endotermia (Quiroga, 1980).